# Ivo Bachmann
Ivo Bachmann (* 4. April 1963 in Rain LU) ist ein Schweizer Journalist und Verleger.

## Leben
Bachmann war zunächst Mitarbeiter und Redaktor von Tages- und Wochenzeitungen der Zentralschweiz sowie freier Mitarbeiter des Magazins des Tages-Anzeigers.
1986 wurde er Redaktor, 1988 stellvertretender Chefredaktor des Konsumentenmagazins Beobachter. Ab 1996 war er Chefredaktor des Beobachters und Mitglied der Geschäftsleitung der Jean Frey AG in Zürich. 2002 wechselte er in die Geschäftsleitung Zeitschriften von Ringier. Von Ende 2003 bis Ende 2006 war er als Chefredaktor der Basler Zeitung und Mitglied der Unternehmensleitung der Basler Zeitung Medien tätig. 2011 initiierte er die TagesWoche in Basel, die er in ihrer Startphase als Präsident des Verwaltungsrates (bis Ende 2012) beziehungsweise als Verwaltungsrat (bis Mitte 2014) der «Neue Medien Basel AG» begleitete. Von 2009 bis 2023 war er Verleger des Schweizer Medienmagazins Edito, von 2013 bis 2022 publizistischer Leiter und Verleger des Zentralschweizer Magazins echt.
Seit 2007 ist er Inhaber und Geschäftsführer des Medienunternehmens bachmann medien ag.
Begleitend zur beruflichen Tätigkeit war Ivo Bachmann in gemeinnützigen Organisationen engagiert, so als Stiftungsrat des Schweizer Presserates, als Stiftungsratspräsident von SOS Beobachter oder als Stiftungsrat von BaZ hilft – Basler Zeitung hilft Not lindern. Als Beobachter-Chefredaktor hat er den Prix Courage, den Preis für mutige Taten, initiiert. Er ist Stiftungsrat der Stiftung für Konsumentenschutz.
Bachmann wohnt in der Nähe von Zug.